# والتر فرانز (أستاذ جامعي)
والتر فرانز (بالألمانية: Walter Franz)‏ هو فيزيائي ألماني، ولد في 8 أبريل 1911 في ميونخ في ألمانيا، وتوفي في 16 فبراير 1992 في مونستر في ألمانيا.